# Сван, Линн
Линн Мария Сван (швед. Linn Maria Svahn; род. 9 декабря 1999, Люкселе, Вестерботтен года в Ликселе, Швеция) — шведская лыжница, победительница этапов Кубка Мира, обладательница Малого хрустального глобуса в спринтерских гонках, бронзовый призёр Чемпионата мира среди юниоров в эстафете (2019). Специализируется на спринтерских дисциплинах.

## Биография
Первые успехи в лыжах на международном уровне пришли к Линн Сван ещё на юниорском этапе карьеры. На Чемпионате мира среди юниоров-2019 в Лахти она выиграла бронзовую медаль в эстафете. А спустя пару недель молодая спортсменка дебютировала в Кубке мира, это произошло 16 марта 2019 года в шведском Фалуне, в спринтерской гонке, где она заняла 21 место. 
В следующем сезоне к Линн пришли первые серьёзные успехи. 14 декабря 2019 года она одержала первую победу на этапе Кубка Мира, это произошло в швейцарском Давосе. Следом последовали личные победы в спринтерских гонках в Дрездене и Фалуне.

## Победы на этапахКубка Мира
| № | Дата       | Место соревнований      | Дисциплина                          |
| - | ---------- | ----------------------- | ----------------------------------- |
| 1 | 14.12.2019 | Давос, Швейцария        | Спринт, свободный стиль             |
| 2 | 11.01.2020 | Дрезден, Германия       | Спринт, свободный стиль             |
| 3 | 08.02.2020 | Фалун, Швеция           | Спринт, классический стиль          |
| 4 | 27.11.2020 | Рука, Финляндия         | Спринт, классический стиль          |
| 5 | 02.01.2021 | Валь-Мюстаир, Швейцария | Масс-старт 10км, классический стиль |

## Личная жизнь
Линн Сван не замужем, отец - Леннарт, мать - Мария, младший брат - Лео, младшая сестра - Альва. В 2015 году её семья переехала из Ликселе на остров Фрёсён, расположенный к западу от Эстерсунда, одного из главных спортивных центров Швеции, чтобы Линн могла полноценно тренироваться в клубе Östersunds SK.